# Meteorological Service of New Zealand
Der Meteorological Service of New Zealand, Markenname MetService, ist ein staatseigenes Unternehmen in Neuseeland mit Sitz in Wellington. Das Unternehmen erstellt Wettervorhersagen und liefert meteorologische Daten für unterschiedliche Zwecke für Kunden im In- und Ausland.

## Geschichte
In den 1840ern wurde in Neuseeland mit Wetterbeobachtungen begonnen, doch ein Wetterdienst wurde erst daraus, als sich Schiffshavarien vor Neuseelands Küsten häuften. Die Regierung gründete den ersten Wetterdienst 1861 und ordnete ihn zuerst dem Marine Department zu.
Am 1. September 1926 wurde der Dienst dem neu gegründeten Department of Scientific and Industrial Research (DSIR) zugeordnet und nannte sich von da ab New Zealand Meteorological Service. Doch mit Beginn des Zweiten Weltkriegs kam der Dienst 1939 unter Kontrolle der Royal New Zealand Air Force. Über eine Kooperation mit den USA bekam der Wetterdienst nunmehr auch Aufgaben außerhalb der Landesgrenzen und auch 1964, als der Service dem Department of Civil Aviation zugeordnet wurde, lag noch der Hauptfokus des Wetterdienstes auf die Unterstützung der Luftfahrt. Mit der Gründung des Ministry of Transport im Jahr 1968, fiel der meteorologische Dienst dem Super-Ministerium zu.
Die Privatisierungswelle der 1980er in Neuseeland ging auch nicht an dem Meteorological Service vorbei. Mehr eigenverantwortliches Wirtschaften, kommerzialisieren von Dienstleistungen und Erweiterung der Services gegen Cash standen auch für den Wetterdienst auf der Tagesordnung. Im Zuge dieser Neuordnung wurde im Juli 1992 aus dem New Zealand Meteorological Service unter dem State-Owned Enterprises Act 1986 der Meteorological Service of New Zealand als State-Owned Enterprise neu geformt, aber bereits am 24. Mai 1999 über den StateOwned Enterprises (Meteorological Service of New Zealand Limited and Vehicle Testing New Zealand Limited) Amendment Act 1999 wieder aus diesem Status entlassen.

## Aufgaben
- Bereitstellung von Wetterinformationen
- Erstellung von Wetterprognosen
- Erbringung von Dienstleistungen für Landwirte, Fischereiindustrie, Energieversorger und für den Luftverkehr
- Betreiben meteorologischer Forschung[9]

## Beteiligungen
Die Metra Information Limited ist ein 100%iges Tochterunternehmen des Meteorological Service of New Zealand. Aufgabe des Unternehmens, das unter dem Markennamen MetraWeather auf dem internationalen Markt operiert, ist, die Produkte des Meteorological Service of New Zealand international zu vermarkten. Das Unternehmen wurde 1995 gegründet.